# Каррье, Жан-Батист
Жан-Батист Каррье (фр. Jean-Baptiste Carrier) (16 марта 1756 — 16 декабря 1794) — деятель Великой французской революции, один из самых жестоких комиссаров Конвента.

## Биография
Родился в Йоле, деревне близ Орийака в Верхней Оверни, в многодетной семье крестьянина средней руки. Посещал иезуитскую коллегию. В 1779 г. уехал в Париж изучать право. Вернувшись в 1785 г., получил место прокурора бальяжа Орийака. 4 октября 1785 г. женился на Франсуазе Лакери, дочери местного купца. В 1789 г. вступил в Национальную гвардию и местные отделения Якобинского клуба и клуба Кордельеров.
В 1792 г. был избран в Конвент от департамента Канталь. Примкнул к монтаньярам. После возвращения контроля над Фландрией ездил туда как представитель в миссии Конвента. Голосовал за казнь короля. 9 марта 1793 года способствовал созданию Революционного трибунала без права апелляции, поддержав предложение явившейся в Конвент депутации от Парижской коммуны во главе с Шометтом. Одним из первых потребовал ареста бывшего герцога Орлеанского. Активно участвовал в изгнании жирондистов, после чего летом ездил в Нормандию для борьбы с восстанием федералистов. 8 октября 1793 г. он прибыл в Нант для подавления вандейского мятежа с самыми широкими полномочиями.

### Комиссар в Нанте
В тюрьмах Нанта к тому времени находились тысячи пленных вандейцев, священников и т. д. А город испытывал сильные трудности с продовольствием. К тому же среди арестованных начались эпидемии (дизентерии, тифа и т. д.), от которых заражались тюремщики и медики. На совещании Каррье с городским революционным советом было решено истребить пленных. В начавшихся расправах активно участвовал добровольческий отряд, назвавший себя «ротой Марата». Помимо уже традиционного гильотинирования и массовых расстрелов в тюрьмах, Каррье придумал новый способ — «потопление» (noyade): пленных сажали в плоскодонную барку, вывозили ночью на середину Луары и там, открыв люки, топили судно. Он сам назвал такой способ «вертикальной депортацией». Первое «потопление» состоялось в ночь с 16 на 17 ноября (26-27 брюмера), и сам Каррье донёс о нём Конвенту:

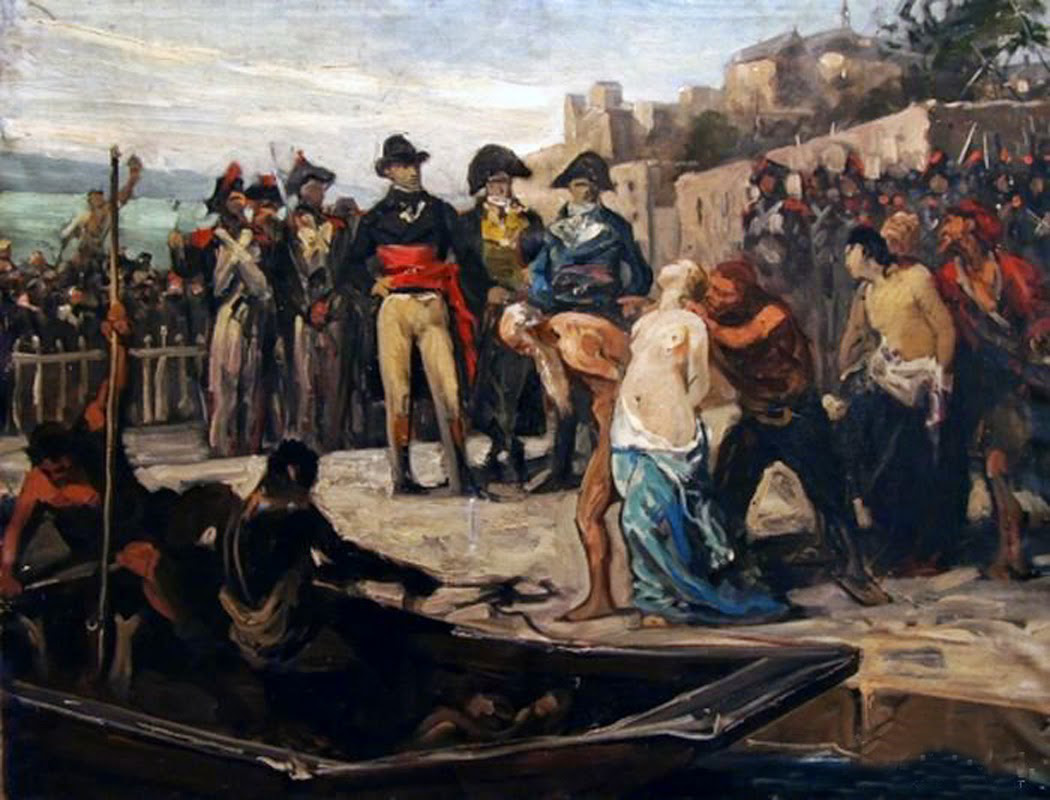
Потопления в Нанте в 1793 году. Картина Жозефа Обера (1882). Музей искусства и истории Шоле

Происшествие другого рода уменьшает число священников: 82 из числа тех, кого мы называем непокорными, были заперты в барке на Луаре; я только что узнал, и известие это является совершенно точным, что все они погибли в реке.

В донесении от 25 фримера он сообщал ещё о 58 священниках, завершив его словами:

Что за революционный поток эта Луара!.

Всего таких «потоплений» было произведено около шести, число их жертв разные историки оценивают от двух до девяти тысяч. Каррье приписываются и другие зверства: так называемые «республиканские браки», когда двух осуждённых разного пола связывали голыми вместе и бросали в реку, оргии с вынужденным участием «подозрительных» и т. д., но документальные подтверждения этого уже ненадёжны. Так или иначе, из тринадцати тысяч заключённых погибло десять, в том числе около двух было гильотинировано или расстреляно, а около трёх умерло от тифа и других болезней.
Взимаемые им налоги и реквизиции в городе подрывали торговлю. Он обвинял коллег, в том числе Приёра из Марны, в умеренности и требовал более жестоких репрессий; генералу Аксо он писал: «Вам приказано сжигать дома всех мятежников, убивать всех их жителей и реквизировать все припасы». В конечном счёте агент Комитета общественного спасения Жюльен из Парижа, побывавший в Нанте, изобличил его деятельность в письме Робеспьеру от 4 февраля 1794 года. 8 февраля 1794 г. (20 плювиоза II года) Каррье был отозван из Нанта.
Британская романистка Эмма Орци в историческом романе «Неуловимый» из серии романов «Алый Первоцвет», посвящённых первым годам «Большого террора», приписывает изобретение «noyade» Колло д’Эрбуа.

Колло д’Эрбуа, недавно вернувшийся с юга, пользовался репутацией человека, по жестокости не имевшего себе равного на протяжении всего этого ужасного десятилетия. Кровожадные планы Фукье-Тэнвиля не испугали его: ему принадлежало изобретение жестокой казни, известной под именем «нуаяд», которую он с успехом применял в Лионе и Марселе.

— Отчего не доставить и парижанам такого увеселительного зрелища? — спросил он с грубым, хриплым смехом, после чего принялся объяснять сущность своего проекта: две-три сотни предателей — мужчин, женщин, детей, — прочно связанных по несколько человек веревками, вывозились в барках на средину реки; в дне баржи проделывалась небольшая дыра, достаточная для того, чтобы вызвать крайне медленное погружение барки в воду на глазах восхищенных зрителей, под отчаянные крики женщин, детей и даже мужчин. гражданин Колло уверял, что в Лионе подобные спектакли доставляли большое удовольствие сердцам истинных патриотов.

Возможно, баронесса перепутала с другим известным фактом касательно Колло, а именно приписываемым ему изобретением способа массовой казни через расстрел картечью, который он впоследствии назовёт проявлением гуманности.

### Падение Каррье
В Париже Каррье стал секретарём Конвента. Опасаясь за свою жизнь, он примкнул к термидорианцам и поддержал Термидорианский переворот (27—28 июля 1794). Но ему вышел боком процесс над нантскими нотаблями, отправленными в Париж ещё в ноябре 1793 г. для суда по довольно надуманным обвинениям. Процесс состоялся 22—28 фрюктидора II года (8—14 сентября 1794 года). Мало того, что в новой ситуации обвиняемые были оправданы, они сами превратились в обвинителей Каррье и дали показания, обличающие его и революционный комитет Нанта (состав которого к тому времени уже сменился). Каррье, явившийся на процесс, защищался очень неуклюже и тем усугубил своё положение; вскоре он сам попал под суд. В своё оправдание он очень живо описал многочисленные зверства вандейцев, а также заявил, что если он виноват, то вместе со всем Конвентом: «Здесь всё виновно, всё, вплоть до колокольчика председателя!» Тем не менее он был приговорён к смерти, и 26 фримера III года (16 декабря 1794 г.) его гильотинировали на Гревской площади.